# Săedinenie, Stara Zagora
Săedinenie (în bulgară Съединение) este un sat în comuna Bratea Daskalovi, regiunea Stara Zagora,  Bulgaria. 

## Demografie
Componența etnică a satului Săedinenie
     Bulgari (100%)
     Nicio identificare (0%)
     Altele (0%)
La recensământul din 2011, populația satului Săedinenie era de 109 locuitori. Din punct de vedere etnic, toți locuitorii erau bulgari.